# Diócesis de Zárate-Campana
La diócesis de Zárate-Campana (en latín: Dioecesis Zaratensis-Campanensis) es una circunscripción eclesiástica de la Iglesia católica en Argentina. Se trata de una diócesis latina, sufragánea de la arquidiócesis de Mercedes-Luján. Desde el 3 de noviembre de 2015 su obispo es Pedro María Laxague.

## Territorio y organización

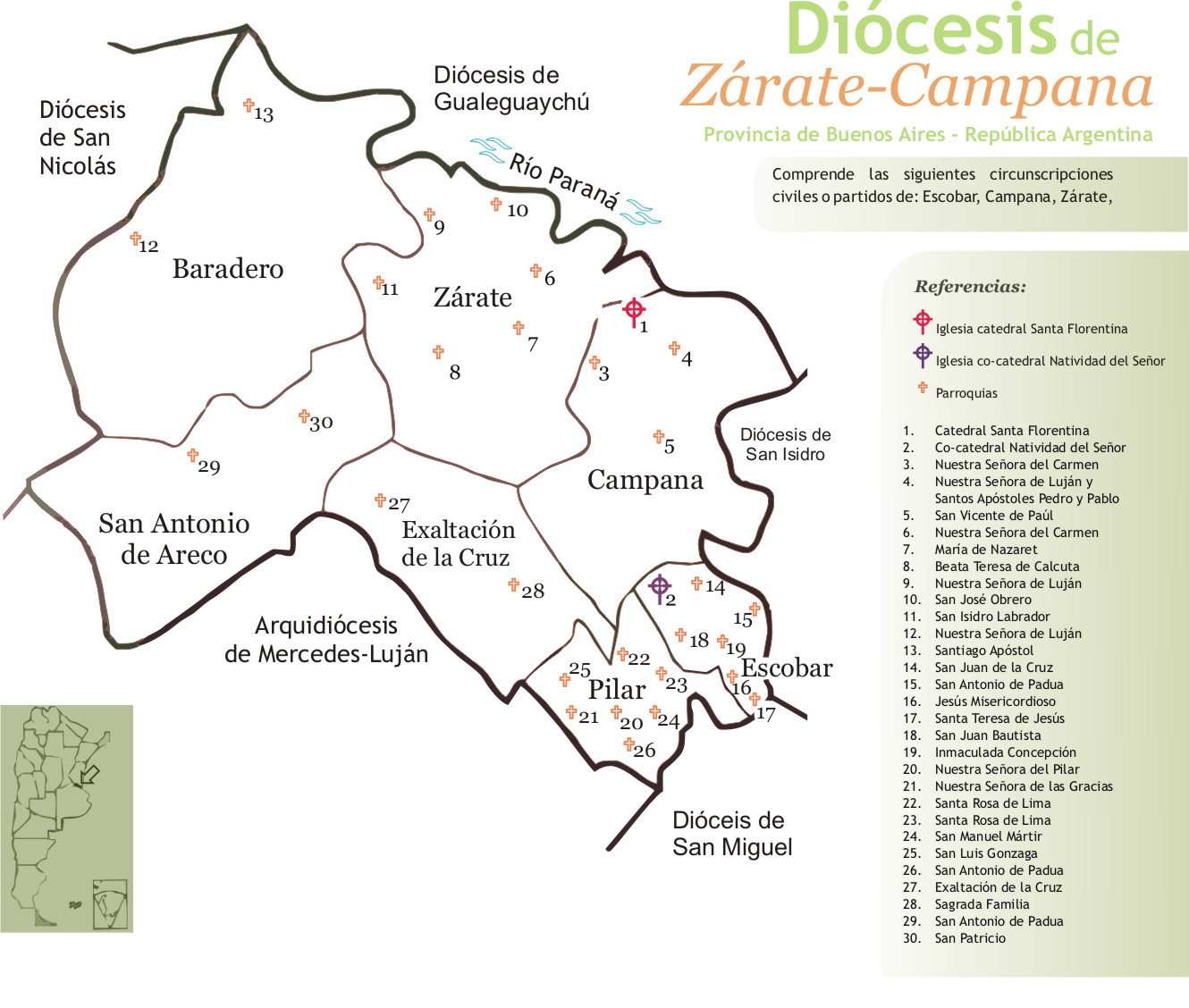
Mapa diócesis de Zárate-Campana

La diócesis tiene 5924 km² y extiende su jurisdicción sobre los fieles católicos de rito latino residentes en la provincia de Buenos Aires en los partidos de: Baradero, Campana, Escobar, Exaltación de la Cruz, Pilar, San Antonio de Areco y Zárate.
La sede de la diócesis se encuentra en la ciudad de Campana, en donde se halla la Catedral de Santa Florentina. En Belén de Escobar se encuentra la Concatedral de la Natividad de Nuestro Señor Jesucristo.
En 2020 en la diócesis existían 37 parroquias:
- Partido de Baradero: Nuestra Señora de Luján (Baradero), Santiago Apóstol (Baradero);
- Partido de Campana: Catedral Santa Florentina (Campana), Nuestra Señora del Carmen (Campana), Nuestra Señora de Luján y Santos Apóstoles Pedro y Pablo (Campana), San Vicente de Paul (Campana);
- Partido de Escobar: Concatedral Natividad del Señor (Belén de Escobar), San Juan de la Cruz (Belén de Escobar), San Antonio de Padua (Ingeniero Maschwitz), Sagrado Corazón de Jesús (Ingeniero Maschwitz), Jesús Misericordioso (Garín), Santa Teresa de Jesús (Garín), San Juan Bautista (Matheu), Inmaculada Concepción (Maquinista F. Savio;
- Partido de Exaltación de la Cruz: Exaltación de la Cruz (Capilla del Señor), Sagrada Familia (Los Cardales), Nuestra Señora del Rosario de San Nicolás (Parada Robles);[3]
- Partido del Pilar: Nuestra Señora del Pilar (Pilar), Nuestra Señora de las Gracias (Pilar), Santa Rosa de Lima (Villa Rosa), Santa Rosa de Lima (Manuel Alberti), San Manuel Mártir (La Lonja), San Luis Gonzaga (Manzanares),[4] San Antonio de Padua (Derqui), Nuestra Señora de la Paz y San Francisco de Asís (sede doble: Nuestra Señora de la Paz en Estancias del Pilar y San Francisco de Asís en Pilar),[5] Nuestra Señora de Luján y San José Obrero (Zelaya);[6]
- Partido de San Antonio de Areco: San Antonio de Padua (San Antonio de Areco), San Patricio (San Antonio de Areco);
- Partido de Zárate: Nuestra Señora del Carmen (Zárate), María de Nazareth (Zárate), Beata Teresa de Calcuta (Zárate), Nuestra Señora de Luján (Zárate), San José Obrero (Zárate), San Isidro Labrador (Lima), Nuestra Señora de Fátima (Zárate).[7]

## Historia
La diócesis fue erigida el 27 de marzo de 1976 con la bula Qui divino consilio del papa Pablo VI, obteniendo el territorio de las diócesis de San Isidro y San Nicolás de los Arroyos. Su primer obispo fue Alfredo Mario Espósito Castro, elegido el 21 de abril de 1976. Recibió su consagración episcopal y tomó posesión de la sede el 4 de julio de 1976. Renunció por razones de salud el 18 de diciembre de 1991.
Su segundo obispo fue Rafael Rey, quien siendo obispo auxiliar de Mendoza, el papa Juan Pablo II lo trasladó a la diócesis de Zárate-Campana el 18 de diciembre de 1991 y tomó posesión de ella el 21 de marzo de 1992. Renunció por razones de salud el 3 de febrero de 2006.
El tercer obispo fue Oscar Sarlinga, quien siendo obispo auxiliar de Mercedes-Luján, el papa Benedicto XVI el 3 de febrero de 2006 lo trasladó a la diócesis de Zárate-Campana, de la que tomó posesión el 18 de febrero de 2006. Renunció el 1 de noviembre de 2015.
El 12 de abril de 2008 la iglesia de la Natividad del Señor de Belén de Escobar fue elevada al rango de concatedral.
Originalmente sufragánea de la arquidiócesis de La Plata, pasó a formar parte de la provincia eclesiástica de la arquidiócesis de Mercedes-Luján el 4 de octubre de 2019, cuando el papa Francisco elevó a Mercedes-Luján a arquidiócesis a metropolitana, trasfiriéndola como una de sus sufragáneas.
El cuarto obispo es Pedro María Laxague, que siendo obispo titular de Castra Saveriana y auxiliar de la arquidiócesis de Bahía Blanca, el papa Francisco lo designó como obispo de Zárate-Campana en sucesión de Oscar Sarlinga.

## Estadísticas
Según el Anuario Pontificio 2021 la diócesis tenía a fines de 2020 un total de 773 200 fieles bautizados.
| Año                                                                             | Población            | Población | Población      | Sacerdotes | Sacerdotes    | Sacerdotes    | Bautizados por sacerdote | Diáconos permanentes | Religiosos | Religiosos | Parroquias |
| Año                                                                             | Bautizados católicos | Total     | % de católicos | Total      | Clero secular | Clero regular | Bautizados por sacerdote | Diáconos permanentes | Varones    | Mujeres    | Parroquias |
| ------------------------------------------------------------------------------- | -------------------- | --------- | -------------- | ---------- | ------------- | ------------- | ------------------------ | -------------------- | ---------- | ---------- | ---------- |
| 1980                                                                            | 282 000              | 314 000   | 89.8           | 37         | 15            | 22            | 7621                     |                      | 30         | 54         | 22         |
| 1990                                                                            | 460 000              | 517 000   | 89.0           | 37         | 22            | 15            | 12 432                   |                      | 28         | 94         | 21         |
| 1999                                                                            | 400 000              | 486 478   | 82.2           | 57         | 36            | 21            | 7017                     | 1                    | 34         | 121        | 24         |
| 2000                                                                            | 400 000              | 486 478   | 82.2           | 64         | 43            | 21            | 6250                     | 1                    | 34         | 119        | 24         |
| 2001                                                                            | 400 000              | 486 478   | 82.2           | 56         | 35            | 21            | 7142                     | 1                    | 34         | 121        | 24         |
| 2002                                                                            | 400 000              | 486 478   | 82.2           | 58         | 37            | 21            | 6896                     | 1                    | 34         | 121        | 25         |
| 2003                                                                            | 600 000              | 660 500   | 90.8           | 58         | 37            | 21            | 10 344                   | 2                    | 33         | 121        | 25         |
| 2004                                                                            | 600 000              | 660 500   | 90.8           | 58         | 37            | 21            | 10 344                   | 2                    | 33         | 121        | 26         |
| 2010                                                                            | 636 000              | 700 000   | 90.9           | 87         | 57            | 30            | 7310                     | 10                   | 99         | 108        | 32         |
| 2014                                                                            | 660 000              | 728 000   | 90.7           | 88         | 53            | 35            | 7500                     | 13                   | 88         | 90         | 33         |
| 2017                                                                            | 750 000              | 950 000   | 78.9           | 81         | 53            | 28            | 9259                     | 15                   | 80         | 95         | 37         |
| 2020                                                                            | 773 200              | 979 400   | 78.9           | 69         | 46            | 23            | 11 206                   | 19                   | 55         | 93         | 37         |
| Fuente: Catholic-Hierarchy, que a su vez toma los datos del Anuario Pontificio. |                      |           |                |            |               |               |                          |                      |            |            |            |

## Episcopologio
- Alfredo Mario Espósito Castro, C.M.F. † (21 de abril de 1976-18 de diciembre de 1991 renunció)
- Rafael Eleuterio Rey (18 de diciembre de 1991-3 de febrero de 2006 renunció)
- Oscar Domingo Sarlinga (3 de febrero de 2006-3 de noviembre de 2015 renunció)
- Pedro María Laxague, desde el 3 de noviembre de 2015

## Galería de imágenes

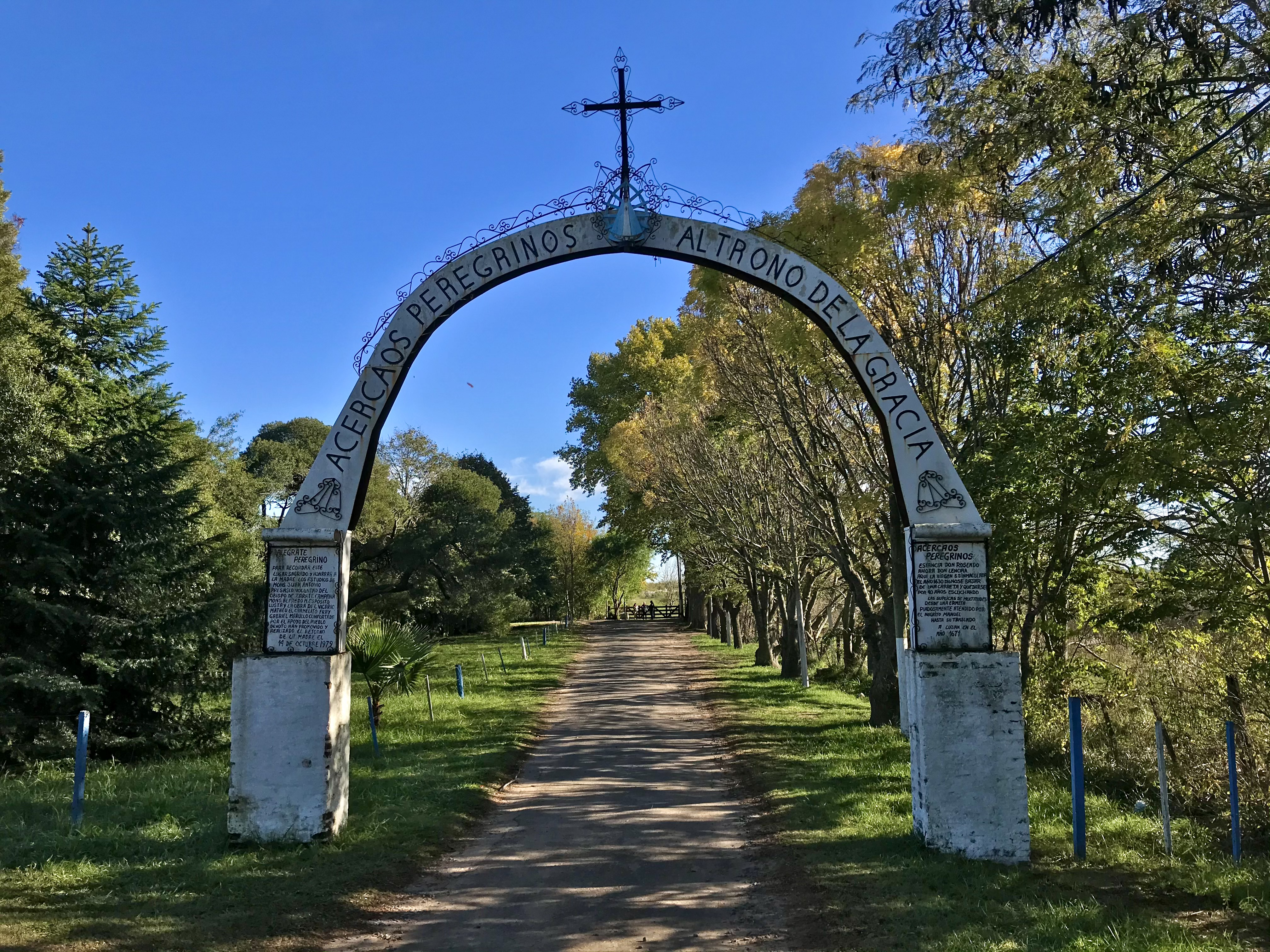
Capilla del Milagro de Nuestra Señora de Luján en Zelaya
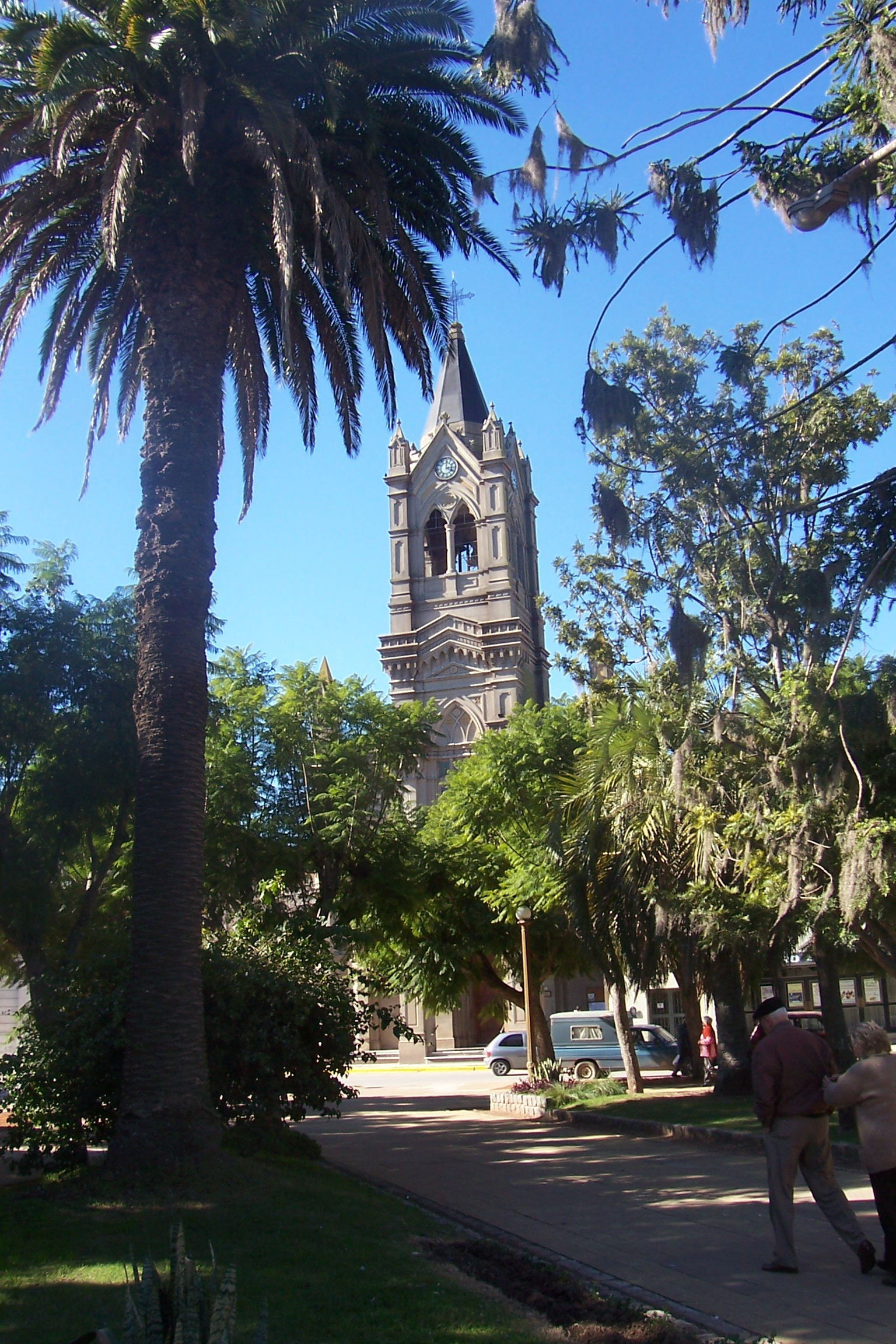
Iglesia de Baradero
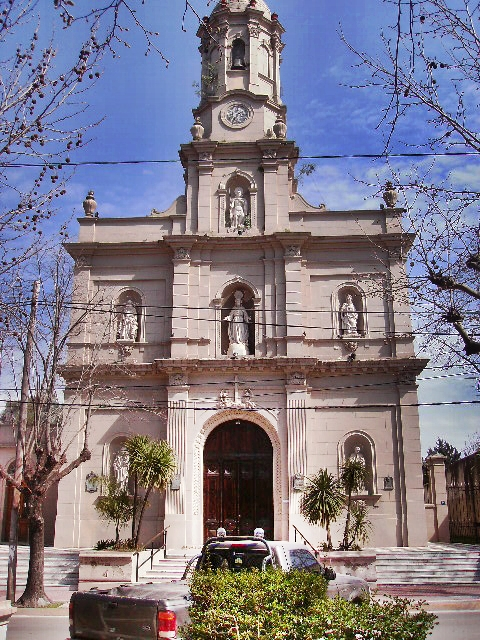
Parroquia Exaltación de la Cruz de Capilla del Señor
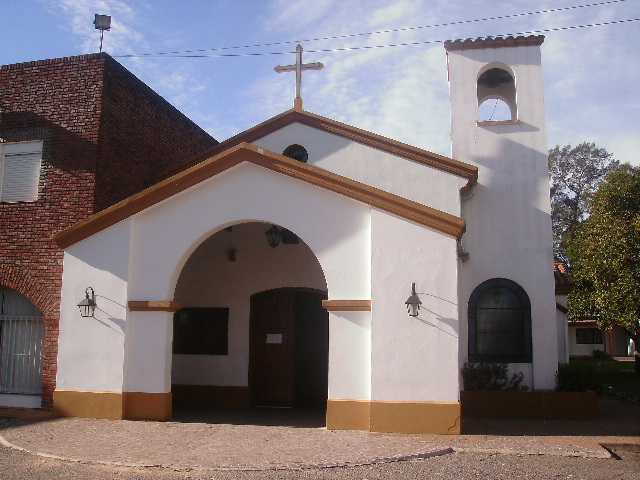
Iglesia Nuestra Señora de Fátima en Fátima
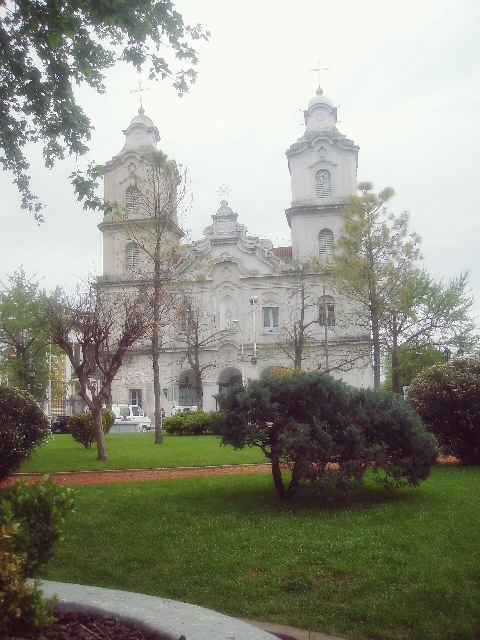
Parroquia de Pilar
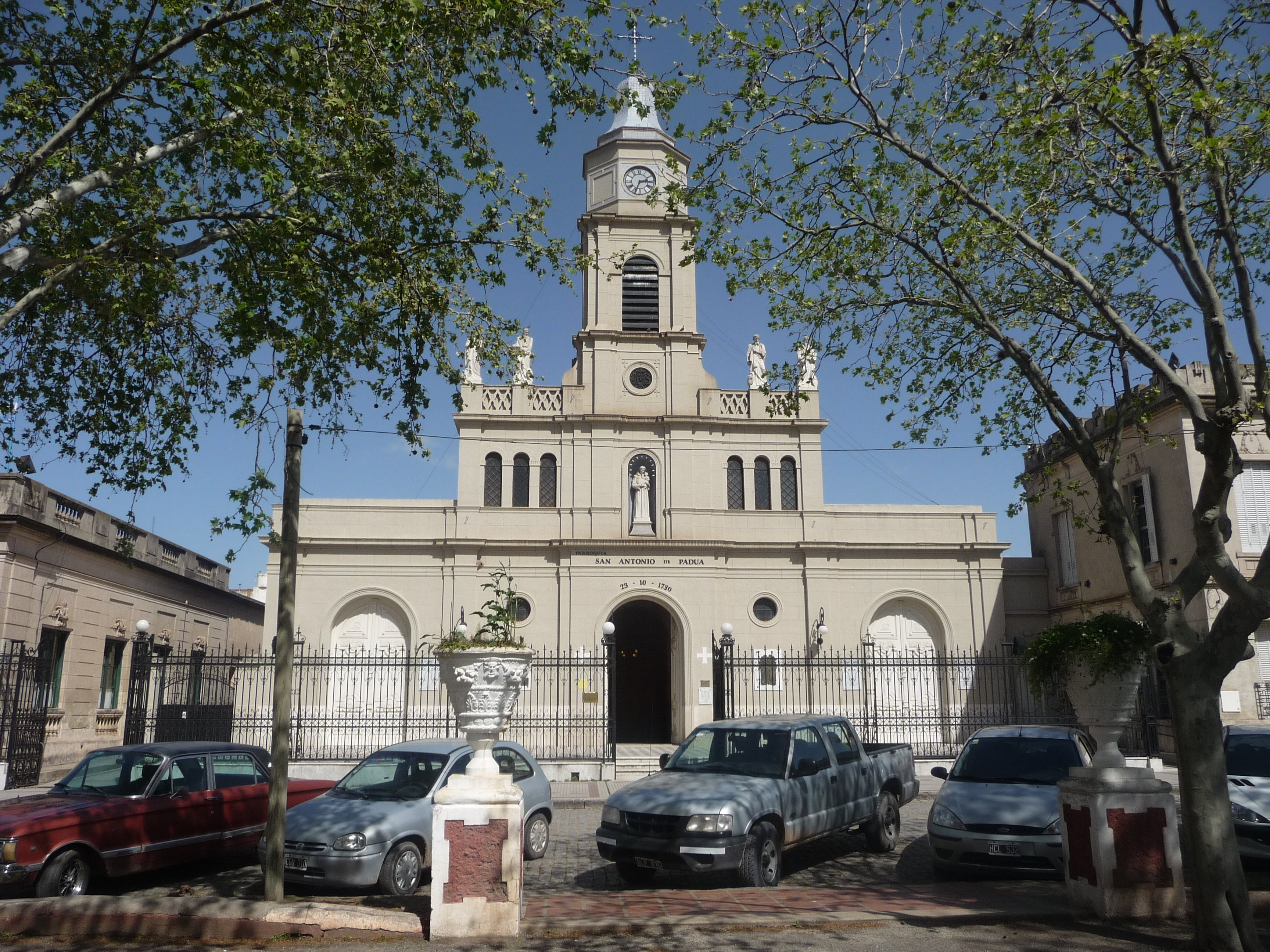
Parroquia San Antonio de Padua de San Antonio de Areco
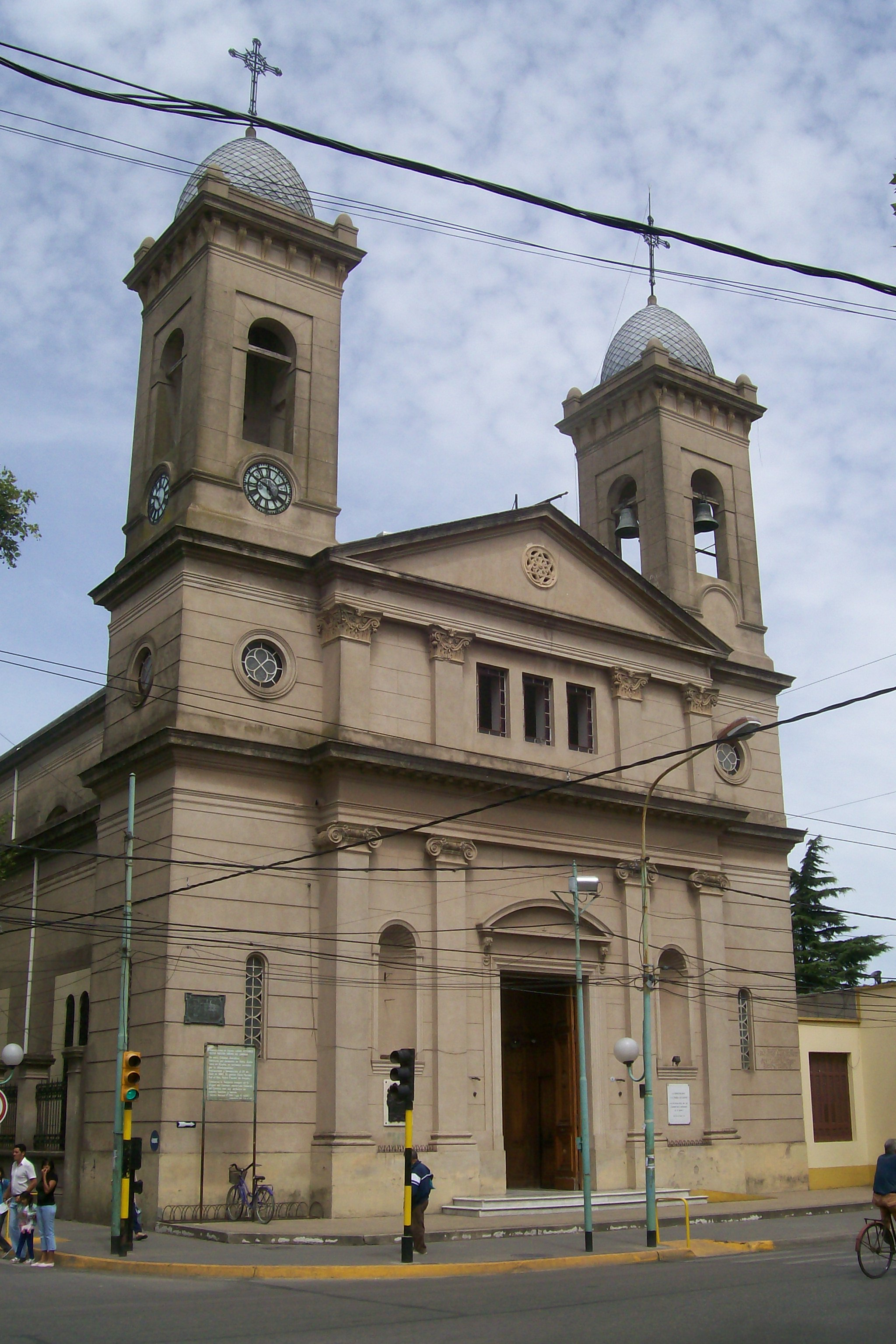
Parroquia Nuestra Señora del Carmen de Zárate